# マッズ・ヴァレンティン
マッズ・ヴァレンティン（Mads Valentin， 1996年9月1日 - ）は、デンマーク・コッケダル出身のサッカー選手。FCアウクスブルク所属。ポジションはディフェンダー。

## 経歴
2015年夏、19歳でFCノアシェランのトップチームに昇格した。同年9月27日のオーフスGF戦でプロデビューを果たした。
2019年6月27日、FCアウクスブルクと5年契約を結んだ。
2020年1月30日、FCチューリッヒへシーズン限りのローン移籍することを発表した。